# كاثلين فوهس
كاثلين فوهس هي عالمة نفس أمريكية واقتصادية سلوكية. وهي أستاذة جامعة ميموريال مكنايت وكرسي لاند أوليتس في التسويق في كلية كارلسون للإدارة في جامعة منيسوتا. في عام 2015، تم تسميتها باحثة عالية الاستشهاد، وفي عام 2018، حصلت على جائزة المساهمة العلمية المتميزة من جمعية علم نفس المستهلك.